# Bailliage de Signau
avant 1130 – 1529
Entités suivantes :
- Bailliage de Röthenbach (par détachement partiel)
- Bailliage de Signau

1529–1798
Entités précédentes :
- Seigneurie de Signau
- Bailliage de Röthenbach

Entités suivantes :
- District de Signau

Carte des bailliages bernois.

La seigneurie de Signau est une seigneurie située dans l'actuel canton de Berne. En 1399, Berne achète la seigneurie et en détache une partie qui devient le bailliage de Röthenbach. Ce qui reste de la seigneurie est remis en fief. En 1529, Berne achète à nouveau la seigneurie et la fusionne avec le bailliage de Röthenbach pour former le nouveau bailliage de Signau.

## Histoire
La seigneurie appartient d'abord à la famille von Signau. Elle passe ensuite aux Kybourg-Berthoud par mariage vers 1363. Elle est remise en gage à Peter von Seedorf en 1377 et est ensuite achetée par Berne en 1399. Berne remet la seigneurie en fief à Johann von Büren.
Loy von Diesbach obtient la seigneurie en épousant Klara von Büren, fille de Johann. Ludwig von Diesbach vend la seigneurie en 1528.
La partie occidentale du bailliage dépend de la juridiction de Konolfingen pour la haute justice. Cette juridiction a été acquise par Berne en 1406.
La partie orientale de la seigneurie dépend d'abord de la juridiction de Ranflüh pour la haute justice. La haute justice est comprise dans l'achat par Berne en 1399. Le bailli de Signau exerce la haute justice sur la partie orientale dès 1529.
De la seigneurie dépendent les basses justices de Bowil et Zäziwil, mais seulement une partie de la seigneurie foncière dans ces lieux. Signau et Eggiwil font également partie de la seigneurie. Innerbirrmoos et Otterbach (tous deux à Linden) font partie du bailliage de Röthenbach, mais leur appartenance à la seigneurie de Signau avant le détachement de Röthenbach de Signau n'est pas confirmée.

## Seigneurs
- Jusqu'en 1363 : Famille von Signau ;
- 1363-1399 : Maison de Kybourg-Berthoud ;
- 1399-? : Johann von Büren ;
- ?-1528 : Famille von Diesbach ;
- 1528-1529 : Antoine Morelet.